# 82 (číslo)
Osmdesát dva je přirozené číslo. Následuje po číslu osmdesát jedna a předchází číslu osmdesát tři. Řadová číslovka je osmdesátý druhý nebo dvaaosmdesátý. Římskými číslicemi se zapisuje LXXXII.

## Matematika
Osmdesát dva je
- deficientní číslo
- šťastné číslo
- Součet všech prvočíselných dělitelů tohoto čísla je také prvočíslo (2 + 41 = 43)
- Součet dvou druhých mocnin (92 + 12)

## Chemie
- 82 je atomové číslo olova a nukleonové číslo jednoho z šesti stabilních izotopů kryptonu

## Kosmonautika
- STS-82 nebo HST SM-2 (Hubble Space Telescope Servicing Mission) byla mise amerického raketoplánu Discovery, v pořadí již druhá servisní mise k Hubbleovu vesmírnému dalekohledu.

## Ostatní
- +82 je mezinárodní telefonní předvolba Jižní Koreje

## Roky
- 82
- 82 př. n. l.
- 1982
- 2082